# Nourata
Nourata (en ouzbek Nurota, en russe Нурота) est une ville de la province de Navoï, en Ouzbékistan. Elle est située à 314 km au sud-ouest de Tachkent. Sa population est estimée à près de 31 000 habitants en 2009.

## Histoire
Nourata est connue pour sa source d'eau, considérée comme une eau sacrée par les musulmans, et pour les ruines d'une forteresse construite par l'armée d'Alexandre le Grand.
La source sacrée Tchachma est encore aujourd’hui un lieu de pèlerinage pour les musulmans. L’endroit tire sa renommée de la source qui serait apparue à un endroit où Ali, le gendre du prophète Mahomet, aurait frappé le sol avec un bâton. Le complexe comprend la source, un puits, une mosquée du XVIe siècle, dite Panjvakhta (cinq prières), construite sous le règne d’Abdullah Khan II, une mosquée dite Tchil Ustun (quarante colonnes), du XIVe siècle, construite au niveau de la source. Le dôme, de 16 mètres de diamètre, est un des plus grands d’Asie centrale. Des poissons, considérés comme sacrés, nagent dans les différents canaux où se propage l’eau émanant de la source.
Il existe plusieurs histoires sur l'origine et le nom de la région. La ville a été construite par Alexandre le Grand au IVe siècle av. BC et correspond aux Forts de Nur. La couche culturelle de cette région approche de l'âge de 40 000 ans, selon les fouilles archéologiques. La source, connue sous le nom de Chashma, était censée être l'explication clé de l'installation des habitants à cet endroit. 
La ville est également célèbre en tant que lieu de pèlerinage musulman. Muhammad Narshakhi, qui a écrit l'histoire de Boukhara en 943, fournit des informations sur l'établissement de Nur, situé au pied de la montagne. Narshakhi a écrit : « Beaucoup de personnes qui y sont enterrées ont vu le prophète Muhammad ». Au Xe siècle, des pèlerins de Boukhara et d'autres endroits venaient se recueillir sur les tombes saintes situées à côté des fortifications de la ville et des mosquées. Actuellement, les pèlerins continuent de visiter ces lieux saints. Chashma est un lieu de pèlerinage pour les croyants et l'un des centres religieux les plus importants de l'islam dans la région. Le complexe de constructions religieuses « Chasma » (mot tadjik pour source) comprend la source, un puits, la mosquée « Djuma » et le khamom (bain public). La mosquée Djuma ronde a été construite au-dessus de la source et compte 40 colonnes. Le dôme, d'un diamètre de 16 mètres, est l'un des plus grands d'Asie centrale. À la partie sud-est du complexe se trouve le cimetière de Nur-ata avec le lieu de sépulture de la personne sainte.
La construction de Karez, un système unique de canalisations souterraines près de Nourata, est également liée au nom d'Alexandre le Grand. Kariz est un ancien conduit d'eau qui acheminait l'eau de source vers un endroit où elle pouvait être utilisée. Sa longueur pouvait atteindre plusieurs kilomètres. Des puits interconnectés, creusés à plusieurs mètres de distance les uns des autres, étaient utilisés pour nettoyer le système de canalisations. Aujourd'hui, le processus de revitalisation de ces anciens systèmes de canalisations a lieu. Des parties des systèmes de canalisations près de Nourata ont été restaurées et sont utilisées par la population locale.

Nourata : site de la source Tchachma
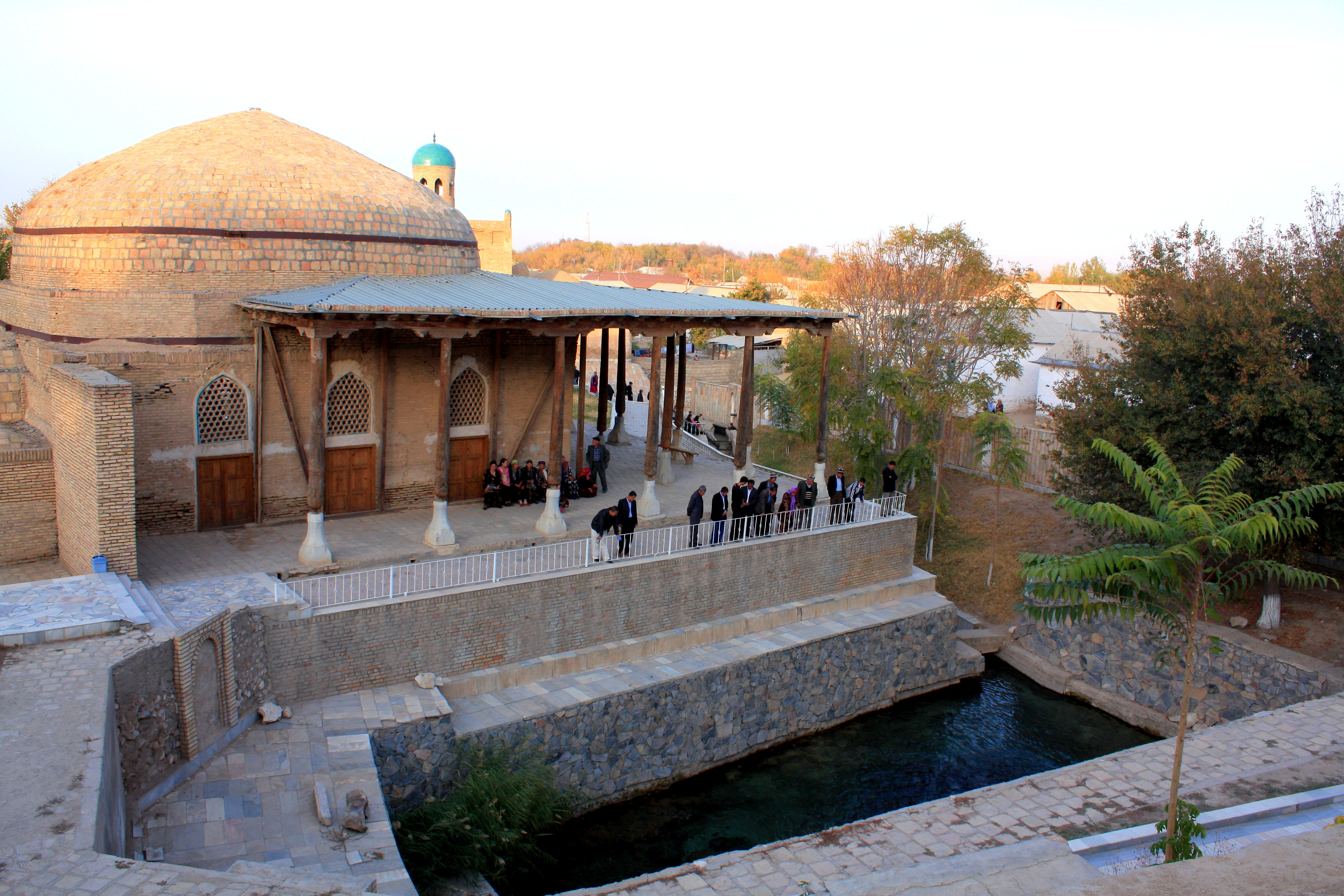
La mosquée Tchil Ustun à Nourata.
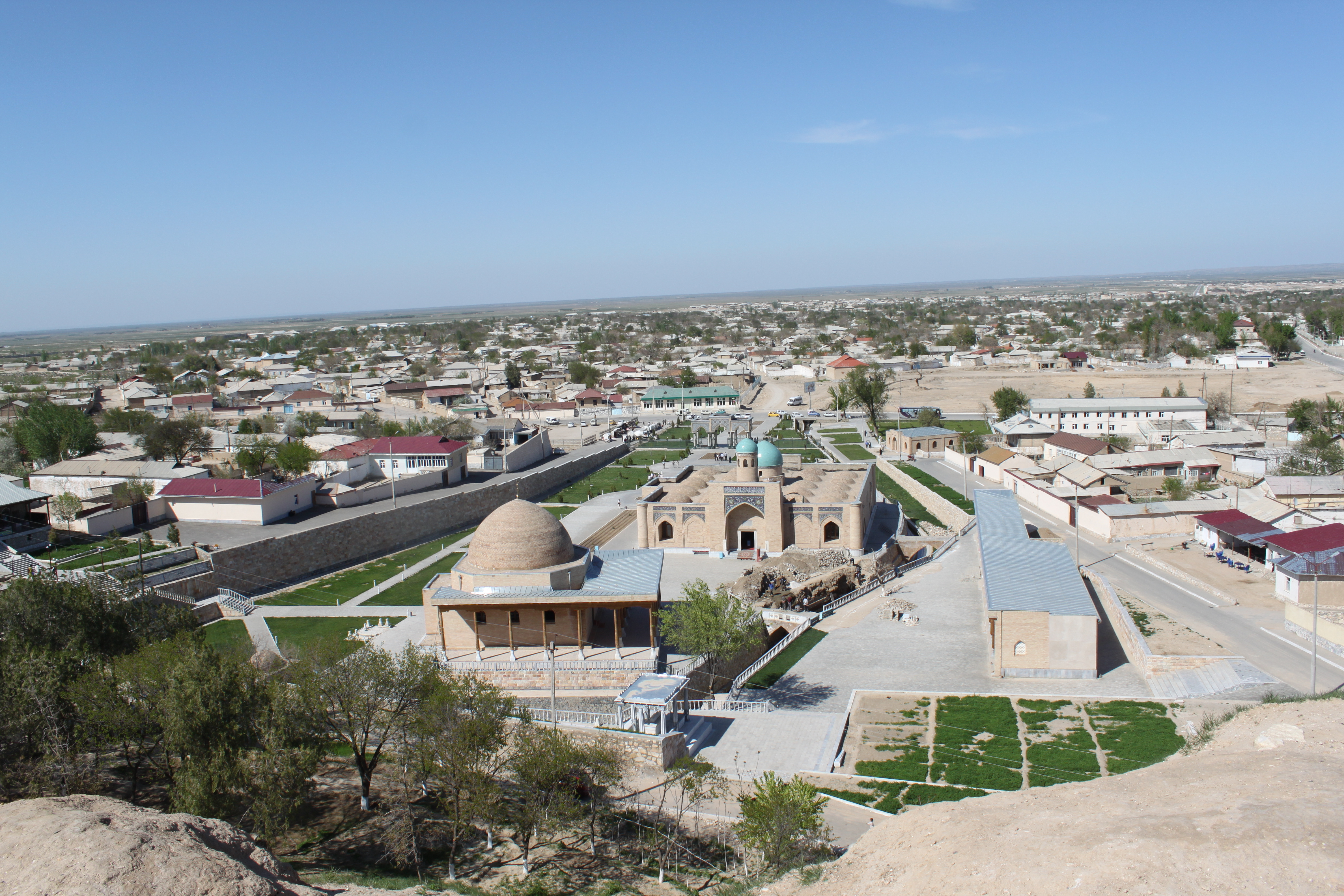
Vue générale du site de la source Tchachma.
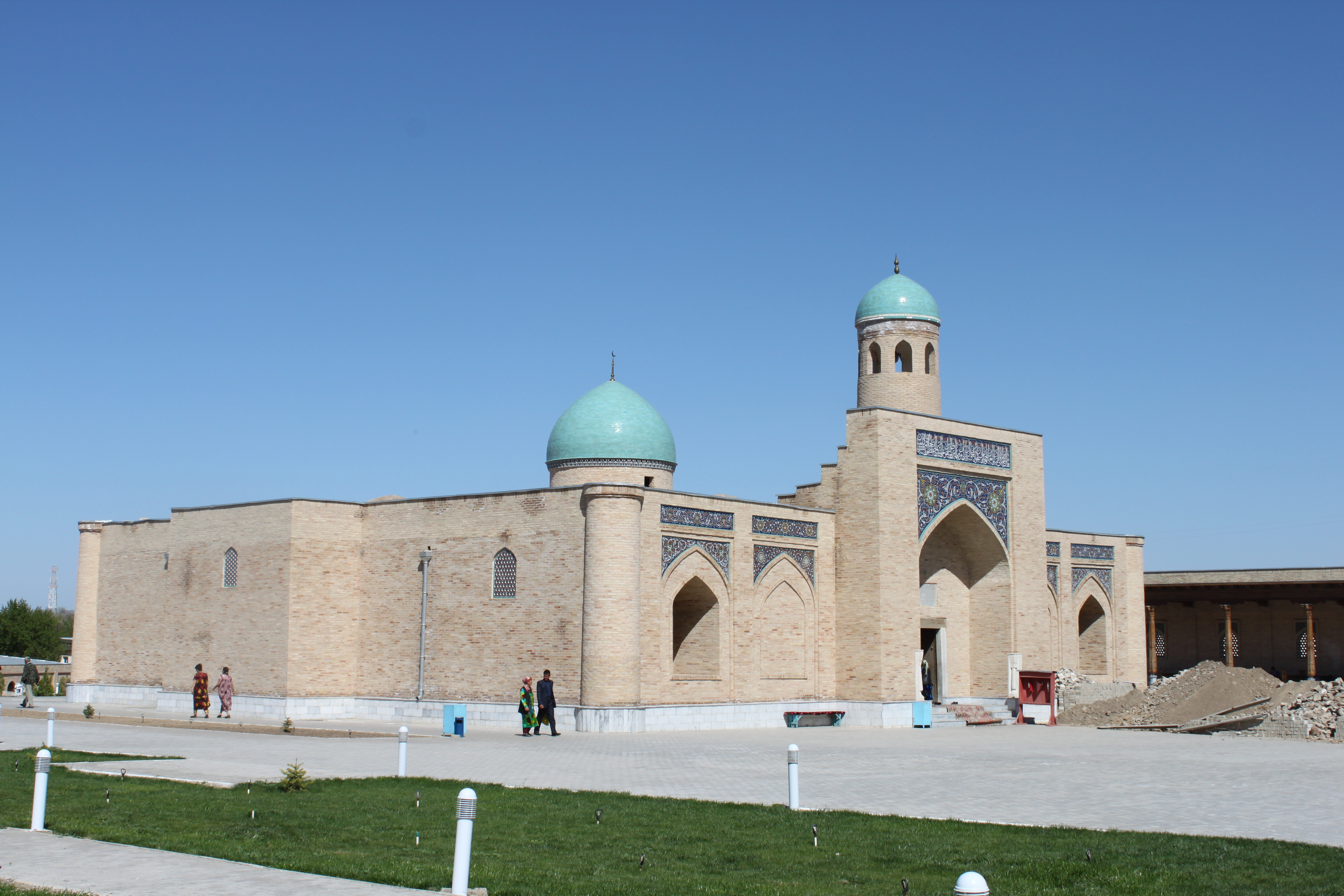
La mosquée Panjvakhta du site de la source Tchachma.
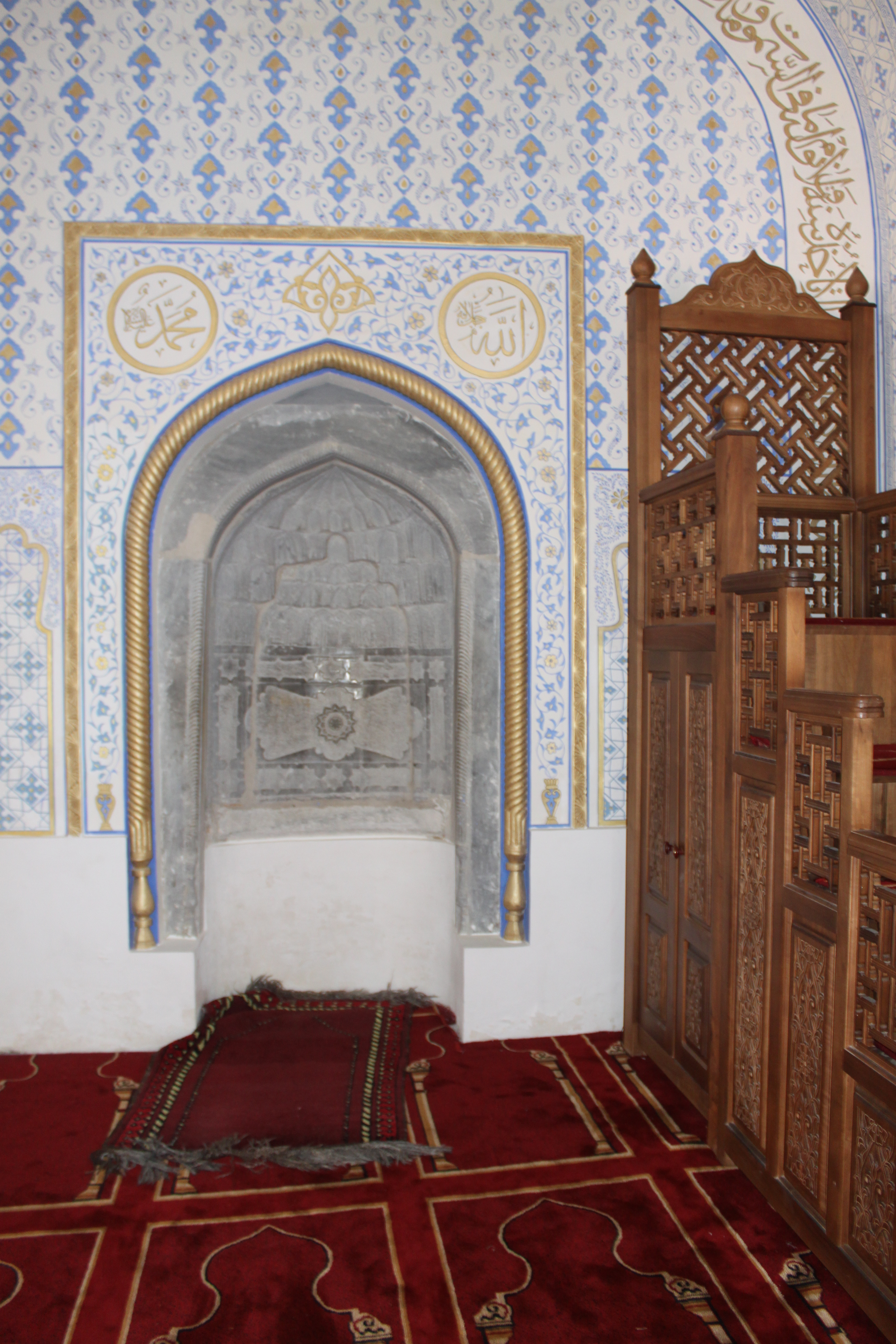
Le mihrab de la mosquée Panjvakhta du site de la source Tchachma.
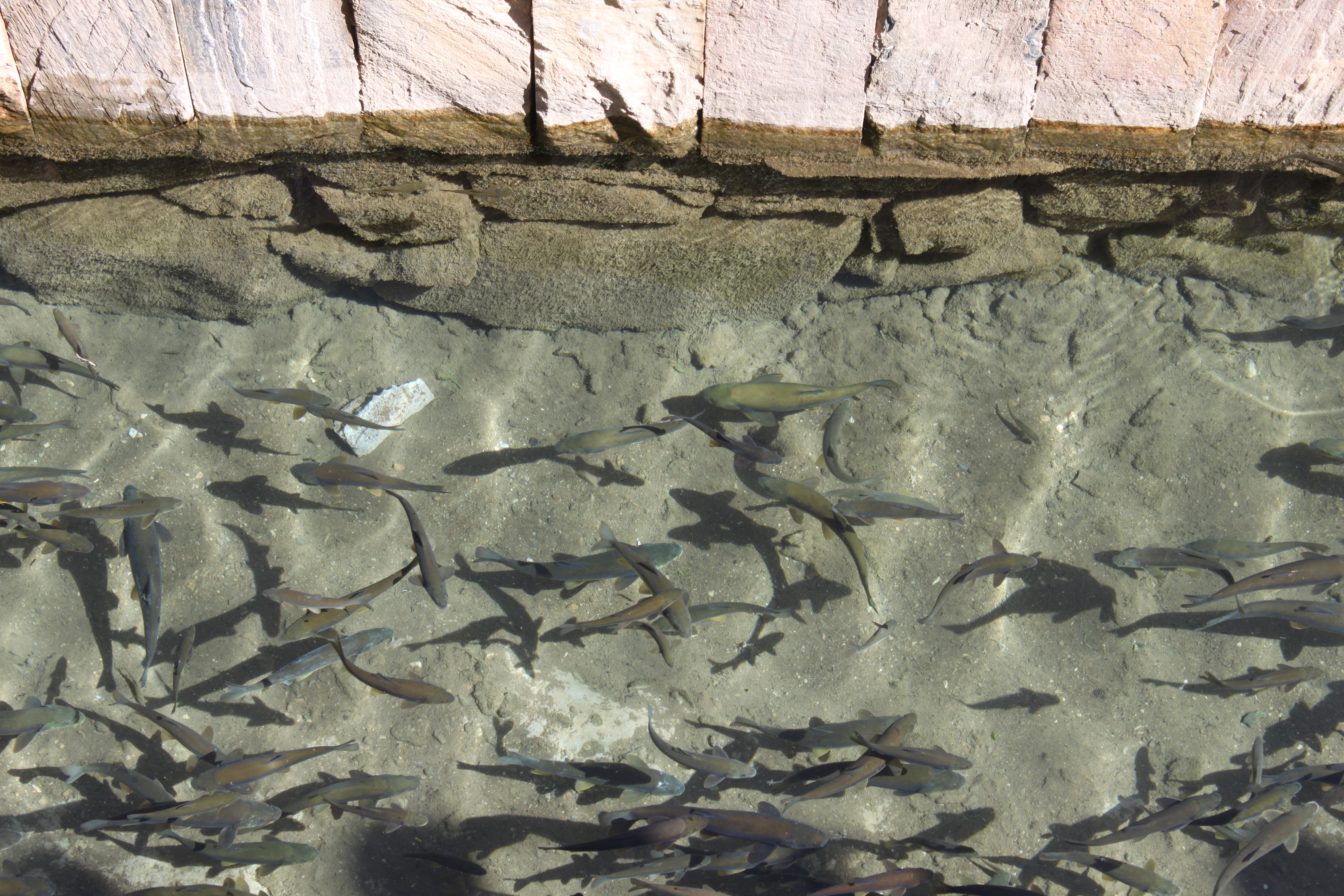
Les poissons sacrés sur le site de la source Tchachma.

Nourata : forteresse d'Alexandre le Grand
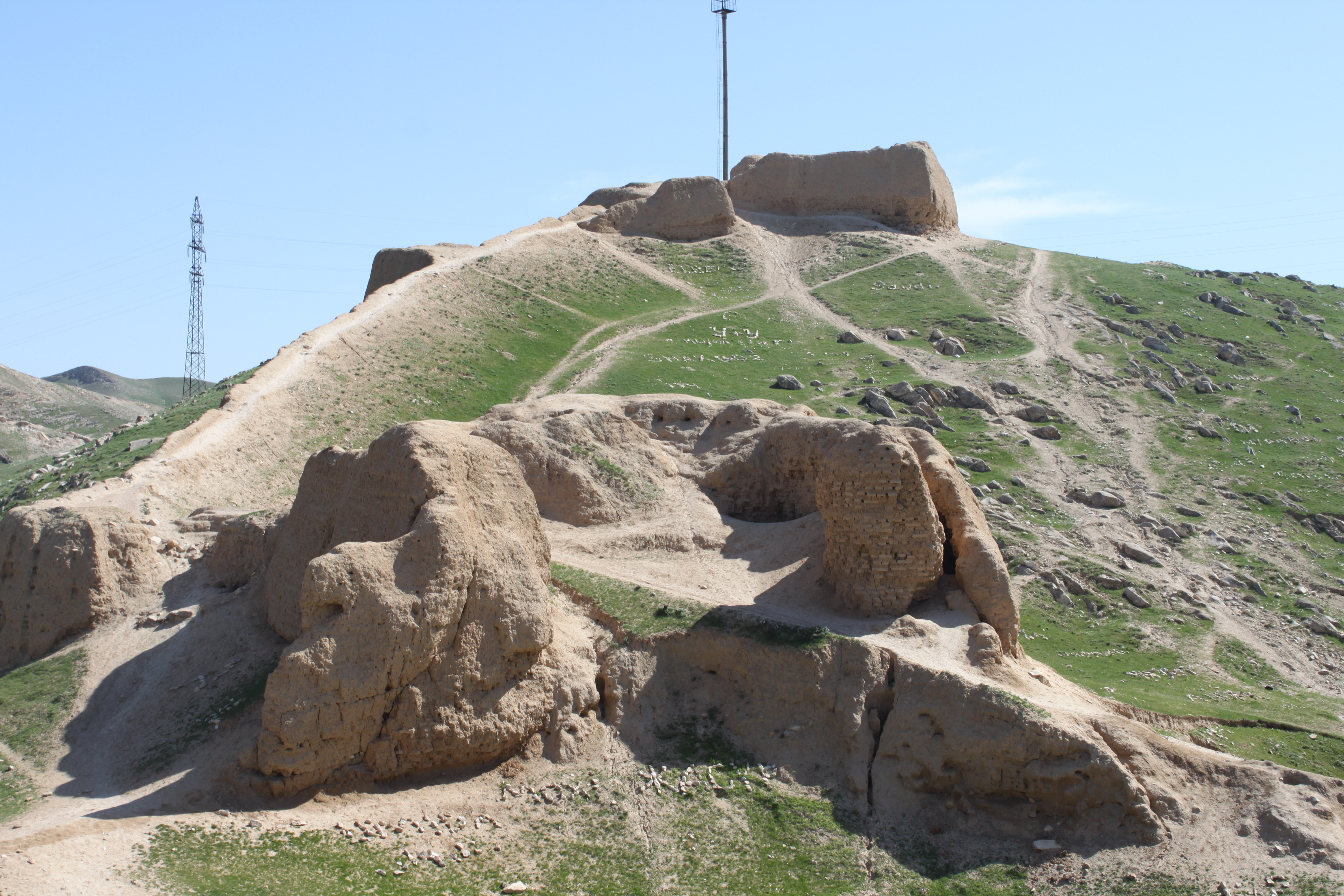
Ruines de la forteresse d'Alexandre le Grand.